# Karl William Kapp
Karl William Kapp (Königsberg, Alemanha, 27 de outubro de 1910 — Dubrovnik, 10 de abril de 1976) foi um economista alemão. Estudou nas universidades de Königsberg e Berlim, doutorando-se em economia em Genebra, Suíça.
Em 1933, em virtude da ascensão do nazismo na Alemanha, transferiu-se primeiramente para Genebra e em seguida para os Estados Unidos, onde ensinou em várias universidades.
Ali publicou, entre outras obras, Os custos sociais da empresa privada. Trata-se de um texto básico da economia institucional e uma obra pioneira, que antecipa aquilo que, décadas depois, será a economia ecológica. Escrito originalmente em 1950, o livro aborda as relações entre a economia e o meio ambiente a partir de uma perspectiva inovadora para a época.
Entre 1957 e 1964, Kapp trabalhou nas Filipinas e na Índia como pesquisador e professor universitário. Em 1965 transferiu-se para a Universidade de Basileia, Suíça.
Participou da Primeira Conferência das Nações Unidas para o Desenvolvimento Humano, a "cúpula de Estocolmo", em 1972, durante a qual foi criado o PNUMA. Kapp foi um pioneiro na abordagem das relações entre desenvolvimento e meio ambiente, politizando a questão ambiental. Foi um dos inspiradores da ecologia política.